# Dmitri Nabokov
Dmitri Nabokov, ros. Дми́трий Влади́мирович Набо́ков Dmitrij Władimirowicz Nabokow (ur. 10 maja 1934, zm. 23 lutego 2012) – rosyjsko-amerykański śpiewak operowy i tłumacz. Urodzony w Berlinie, był jedynym dzieckiem Very Nabokov i Vladimira Nabokova, którzy wyemigrowali do Stanów Zjednoczonych w 1940. Dmitri Nabokov przetłumaczył wiele dzieł swojego ojca na inne języki, a także zarządzał jego dorobkiem literackim.

## Wczesne życie i edukacja
Dmitri Nabokov urodził się 10 maja 1934 w Berlinie jako jedyne dziecko Vladimira Nabokova i Very Słonim Nabokovej. Ze względu na rosnące polityczne i społeczne represje w nazistowskich Niemczech oraz faktu, że rodzina Nabokovów potencjalnie mogła znaleźć się w niebezpieczeństwie (Vera Nabokov była Żydówką), uciekli oni do Paryża w 1937. Gdy naziści zaczęli zbliżać się do Francji, przenieśli się do Nowego Jorku w 1940. Dmitri Nabokov dorastał w Bostonie, podczas gdy jego ojciec jednocześnie wykładał na Wellesey College i pracował jako kurator lepidopterologii w Muzeum Zoologii Porównawczej na Harvardzie. Kiedy Vladimir Nabokov zaczął pracować na Cornell University, Dmitri przeniósł się wraz z rodzicami do Ithaci w stanie Nowy Jork.
W 1951 Dmitri Nabokov rozpoczął naukę na Harvardzie, gdzie mieszkał w Lowell House i studiował historię oraz literaturę. Mimo tego, że osiągnął wysokie wyniki na egzaminie LSAT i został przyjęty na Harvard Law School (wciąż jako student licencjatu), odrzucił tę ofertę i zdecydował się szukać swojego powołania. Nabokov skończył Harvard z wyróżnieniem w 1955, a następnie uczył się śpiewu (basu) przez dwa lata na Longy School of Music. Dołączył do amerykańskiej armii jako instruktor wojskowego rosyjskiego i asystant kapelana.

## Kariera
Nabokov przetłumaczył na kilka języków wiele dzieł swojego ojca, w tym powieści, opowiadania, dramaty, wiersze, wykłady i listy. Jednym z jego pierwszych tłumaczeń (pod obserwacją ojca) było tłumaczenie „Zaproszenia na egzekucję” z rosyjskiego na angielski. W 1986 roku opublikował tłumaczenie dotychczas nieznanej noweli swojego ojca, już po jego śmierci. „Czarodziej”, napisany po rosyjsku w 1938, został uznany przez Vladimira za stracony przypadek i powszechnie myślano, że dzieło zostało zniszczone. Nowela w niektórych aspektach przypomina „Lolitę”. Po publikacji była opisywana jako „pre-Lolita” czy „oryginalna Lolita”, jako prekursorka najbardziej znanej powieści Nabokova, ale Dmitri nie zgadzał się z tym opisem.
Dmitri współpracował z ojcem przy tłumaczeniu powieści Michaiła Lermontowa „Bohater naszych czasów”.
W 1961 Nabokov dokonał operowego debiutu wygrywając międzynarodowy konkurs operowy Reggio Emilia w sekcji basowej w roli Colline’a w „Cyganerii”. Był to także debiut innego śpiewaka z obsady, Luciano Pavarottiego grającego Rodolfo, który wygrał w sekcji tenorów. Jednym z kluczowych momentów jego kariery operowej były występy w Gran Teatre del Liceu z sopranem Montserrat Caballe i tenorem Giacomo Aragallem.
W 1968 Nabokov zagrał w filmie Una jena in cassaforte („Hiena w sejfie”), reżyserowanym przez Cesaro Canevariego. Film został nakręcony w Villi Toeplitz w Varese.
Nabokov był także semi-profesjonalnym kierowcą wyścigowym. W 1980, prowadząc Ferrari 308 GTB, miał wypadek w Chexbres na drodze między Montreux i Lozanną. Odniósł oparzenia trzeciego stopnia na 40% powierzchni ciała oraz złamał szyję. Nabokov twierdził, że chwilowo umarł – „kuszony jasnym światłem na dalekim końcu klasycznego tunelu, mimo tego wstrzymałem się w ostatniej chwili na myśl o tych, którym jestem bliski, i o ważnych rzeczach, które muszę jeszcze zrobić”. Obrażenia po wypadku zakończyły jego karierę operową.
Jako zarządca dorobku literackiego swojego ojca, Nabokov zastanawiał się przez 30 lat, czy opublikować jego ostatni manuskrypt, „Oryginał Laury”. Ostatecznie został on wydany 16 listopada 2009.
By uczcić setną rocznicę urodzin swojego ojca w 1999, Dmitri zagrał go w „Dear Bunny, Dear Volodya” Terry’ego Quinna, odczycie dramatycznym opartym na osobistej korespondencji między Nabokovem a krytykiem literackim i społecznym Edmundem Wilsonem (jego listy odczytywał William F. Buckley). Odczyt został wykonany w Nowym Jorku, Paryżu, Moguncji i Ithace.
Dmitri Nabokov publikował swoje własne dzieła literackie pod pseudonimem, którego nigdy nie wyjawił.

## Późniejsze życie i śmierć
Mimo tego, że podobno wiódł „aktywne i barwne” życie miłosne, Dmitri pozostał kawalerem przez całe życie i nie miał dzieci. Pod koniec życia mieszkał w Palm Beach na Florydzie i w Montreux, w Szwajcarii. Zmarł w Vevey 23 lutego 2012.